# Вулиця Зодчих (станція швидкісного трамвая)
50°25′02″ пн. ш. 30°23′20″ сх. д. / 50.41722° пн. ш. 30.38889° сх. д.
Ву́лиця Зо́дчих — станція трамвайних маршрутів № 1 та № 2 в Києві на відгалуженні від Правобережної лінії Київського швидкісного трамвая, що розташована між станціями «Бульвар Миколи Руденка» та «Вулиця Олександра Махова». Як станція була відкрита після реконструкції влітку 2021 року. Після реконструкції станція отримала дві підвищені платформи, що оснащені турнікетами, тактильною плиткою, пандусами, інформаційними таблами та LED-освітленням. Крім того, біля станції було влаштовано перехід через трамвайні колії, який повідомляє пішоходів про наближення трамвая.

## Історія
Зупинка була відкрита в 1970 році, ставши кінцевою трамвайного маршруту № 17, що тоді став ходити від станції метро «Завод „Більшовик“» (теперішня назва — Шулявська) до «Вулиці Сім'ї Сосніних» (теперішня назва — вулиця Зодчих), та № 1 («Палацу спорту» — «Вулиці Сім'ї Сосніних»), що ходив тоді ходив бульваром Івана Лепсе (теперішня назва — Вацлава Гавела) та Брест-литовським проспектом (теперішня назва — Берестейський проспект). А в 1977 році зупинка стала кінцевою швидкісного трамвайного маршруту № 1, що став ходив по сучасній трасі. 
У 2020 році почали реконструкцію зупинки з метою відкриття у вигляді станції, а 20 серпня 2021 року було повідомлено, що реконструкція була завершено і станція була відкрита для пасажирів. З 18 вересня по 24 грудня 2021 станція стала кінцевою швидкісного трамвая № 1 у зв'язку з реконструкцією ділянки колії від станції «Вулиця Зодчих» до кінцевої зупинки «Михайлівська Борщагівка».